# Río Cabrera (afluente del Yeguas)
El río Cabrera, o de la Cabrera, es un río del sur de la península ibérica perteneciente a la cuenca hidrográfica del Guadalquivir, que discurre por el noroeste de la provincia de Jaén (España), dentro del parque natural de la Sierra de Andújar. 

## Curso
El Cabrera nace en la dehesa de Navalonguilla, en el término municipal de Andújar. Realiza un recorrido en dirección norte-sur de unos 27 km pasando junto a los peñones del Rosalejo (805 m s. n. m.) y de Valhongo (612 m s. n. m.) así como del cerro de la Cabreruela y la dehesa de Navalasno hasta su desembocadura en el río Yeguas en el paraje de Solana de los Toriles.
Tiene un caudal escaso pero un lecho muy profundo flanqueado de empinadas laderas por lo que su caudal aumenta considerablemente en época de lluvias aunque estas sean escasas.